# Kate McGarrigle
Kate McGarrigle, C.M., B.Sc.A. (McGill, 1970) (née Catherine Frances McGarrigle à Montréal, le 6 février 1946 – morte à Montréal, le 18 janvier 2010) est une musicienne, duettiste et auteur-compositeur-interprète québécoise,.

## Biographie

### Jeunesse
Elle nait à Montréal d'un père anglophone et d'une mère francophone bilingue (Frank McGarrigle (1899-1965) et Gabrielle Latrémouille (1904-1994), mariés le 16 novembre 1935). Elle est benjamine de trois filles (Jane, Anna et Kate). Elle vit son enfance dans un milieu bilingue français-anglais à Saint-Sauveur-des-Monts dans les Laurentides, où la famille s'installe en 1946. Elle va à Marie-Rose, l'école primaire publique catholique francophone du village.
De même que partout dans leur parenté tant maternelle que paternelle, la maisonnée prend souvent plaisir à se rassembler autour du piano pour chanter ensemble. La mère leur apprend tôt plein de chansons variées, tant en français qu'en anglais. Le père les incite à chanter à deux voix harmonisées en les accompagnant au piano. Il les initie à cet instrument puis leur paie des cours chez les nonnes enseignantes du village. C'est ainsi que chacune devient musicienne en goûtant autant aux œuvres de Stephen Foster (1826-1864), de Wade Hemsworth (1916-2002), des Gershwin, qu'à l'interprétation et le répertoire novateur d'Édith Piaf et aux chants folkloriques ou populaires du Canada français ou anglais. 
La famille revient à Montréal pour les études de leurs jeunes. Alors qu'Anna va aux Beaux-arts, Kate se dirige en mathématiques et en ingénierie, où elle obtient en 1970, un baccalauréat en sciences appliquées à l'Université McGill, après ses études secondaires et collégiales au Town of Mount Royal Catholic High School (collège public catholique et de langue anglaise à Ville Mont-Royal). Leur père les encourage à se spécialiser mais tenta de les dissuader de se diriger vers les arts d'interprétation et le "Showbusiness", jugeant ce domaine trop risqué. En tant qu'autrices-compositrices-interprètes multi-instrumentistes bilingues, elles font entendre sur scène du chant populaire (ancien ou nouveau, en français ou en anglais) et du folk. En toute simplicité et sans prétention, extravagance ou course à la fortune, elles tentent de créer une ambiance de fête familiale détendue, humoristique et captivante, comme un happening où les voix finement harmonisées et en contrôle enchantent l'audience une musique très profonde en sentiments.
Durant leurs temps de loisir, elles chantent dans des boîtes montréalaises dans les années 1960, avec Le Trio Canadien, puis le Mountain City Four, de 1963 à 1967, un groupe folk à 4 participants, en s'adjoignant Jack Nissenson et Peter Weldon.
Elles feront la connaissance de Philippe Tatartcheff, qui deviendra l'auteur et le coauteur de plusieurs chansons dont  la fameuse Complainte pour Sainte-Catherine, d'abord lancée sur 45 tours avant leur premier album (1975).

### À New York, à Boston et ailleurs aux États-Unis
Puis Kate se rend à New York, fréquenter dès 1970 le milieu musical folk, à partir de Greenwich Village. Elle y constate l'appréciation de ses talents d'interprète et, d'abord, de ses compositions musicales et de celles d'Anna. Kate et Anna s'échangent régulièrement par la poste leurs textes et bandes-pilotes, avec quelques nouvelles. Elles écrivent et composent des chansons pour les plus célèbres chanteuses de la relève artistique de l'époque : les Linda Ronstadt, Maria Muldaur, Judy Collins, Emmylou Harris. Puis, devant tout augure favorable, Kate, par téléphone à sa sœur Anna, se fait plus pressante, l'incitant encore davantage à former un groupe folk familial, leur permettant de gagner leur vie tout en poursuivant cette activité musicale de leur enfance, et d'associer un large public à cette atmosphère bilingue et familiale… partout à la bonne franquette et à couleur folk aussi irlandaise et québécoise que ses doubles et immuables racines opérant en duo harmonieux envoutant,.
Kate McGarrigle se marie en 1971 à Loudon Wainwright III (auteur compositeur et interprète) et donne naissance à un fils, Rufus Wainwright, en 1973 et à une fille, Martha Wainwright, en 1976. Peu après la naissance de Martha, Loudon quitte Kate et elle revient au Québec, à Montréal, y élever ses deux enfants, près de ses parents et amis, — Anna écrit alors la chanson Kittie, Come Home, qu'elle lui dédie. Même les plus récents amis de Kate viendront l'y rencontrer. Son divorce sera prononcé deux ans après, en 1978. Ses enfants connaîtront aussi Saint-Sauveur-des-Monts et leur parenté maternelle, souvent, même en hiver.

### Carrière
C'est d'abord comme auteur-compositeur que la renommée de chacune, Kate et Anna McGarrigle, se crée, s'allume, dès avant 1975, car plusieurs jeunes interprètes obtiennent tout de suite un succès évident, sur disque et en spectacle, avec des œuvres toute chaudes de qualité, que ces interprètes leur ont empruntées, tel le jeune groupe blues-folk-country "McKendree Spring" (Fran McKendree, Michael "Doc" Dreyfuss, Marty Slutsky) en 1972 avec Heart Like a Wheel (d'Anna McGarrigle), et surtout Linda Ronstadt en 1974, avec son très populaire album, recevant deux nominations au Grammy Awards de 1975, et basé sur cette chanson, devenue chanson-titre, ainsi doublement honorée. Cela vaut à Kate et Anna McGarrigle de se voir offrir, dès lors, tout l'appui requis pour créer et lancer leur premier album, éponyme, qui bénéficiera d'une large diffusion et fera donc connaître aussi leur originalité et qualité comme interprètes.
En trois décennies, de 1975 à 2005, Kate et Anna McGarrigle auront lancé 10 albums, soit plus de 100 chansons (desquelles elles sont en majorité auteur-compositeur), encore en rediffusion (maintenant par l'Internet aussi), qui suscitent encore l'intérêt d'un public large et varié. Deux de ces albums (Entre Lajeunesse et la sagesse et La vache qui pleure, respectivement lancés en 1980 et 2003) furent prévus particulièrement pour les francophones, mais reçoivent encore un accueil général non relié à la spécialisation langagière de l'auditoire, mais sans doute relié aux qualités de la communication sonore (vocale et musicale) et émotionnelle, des œuvres et de leur interprétation. Leur ami le parolier Philippe Tatartcheff constate : 
« Grâce à elles, dans les années 70, on entendait déjà des chansons en français sur les scènes des États-Unis, de Calgary et des autres villes du Canada anglais. »
Durant plus de 40 ans, Kate McGarrigle et sa sœur aînée Anna McGarrigle écrivent, composent et, ensemble (jamais en carrière solo), chantent en duo folk. Les deux jouent aussi de plusieurs instruments : piano, accordéon, guitare, à quoi s'ajoutent surtout orgue et banjo pour Kate, basse pour Anna. Leur sœur « Janie », Jane, administratrice et créatrice dans le domaine télévisuel, était la gérante de leur duo (depuis la Californie),. Elle aussi est musicienne et chanteuse, à preuve sa participation au 8e album, « The McGarrigle Hour », en 1998, où on retrouve aussi les enfants de Kate (Rufus et Martha, de même que leur père, Loudon, chacun auteur-compositeur-interprète de profession) et ceux d'Anna (Lily et Sylvan, de même que leur père, Dane Lanken, tous habiles musiciens), de même que plein de collègues amis musiciens, tels Chaim Tannenbaum, Emmylou Harris, Linda Ronstadt…
En 2010, Kate McGarrigle était devenue grand-mère, depuis peu : Arcangelo, le premier enfant de Martha Wainwright, devait naître le 18 janvier 2010, mais il est venu au monde deux mois avant terme (le 16 novembre 2009) à Londres, où sa mère travaillait. Au début de décembre 2009, Kate y avait fièrement enfin vu son petit-fils, dans « La Cité », où elle aura participé en public à son ultime et entier concert familial, le 9 décembre 2009, à peine plus d'un mois avant de décéder, paisiblement entourée des siens, d'un cancer qui, de plus en plus depuis quelque 40 mois et malgré de bons soins, tendait à la diminuer et « qui a fini par lui voler la vie »,. Les funérailles furent tenues en l'église basilique Notre-Dame de Montréal. Pour célébrer la mémoire de cette résidente d'Outremont, la ville a inauguré, en août 2013, la Place Kate-McGarrigle qui est située sur l'avenue Laurier, côté sud, entre les avenues Querbes et Durocher.

## Discographie

### Des albums remasterisés ou inédits posthumes pour Kate
- 2010-2011 : deux collections d'enregistrements des sœurs McGarrigle paraissent à quelques mois d'intervalle[14] :

### Leurs participations discographiques à d'autres albums
Ces McGarrigle ont aussi participé à certains enregistrements de :
- Joan Baez (n 1941, New York) :
  - 1995, sur l'album Ring Them Bells : Willie Moore, interprété en trio par Joan Baez, avec Kate et Anna McGarrigle
- Angèle Arsenault (n 1943, Île-du-Prince-Édouard) — musique acadienne
- The Chieftains (groupe formé en 1962, Irlande) — musique traditionnelle irlandaise, folk, celte. Sur Il Est Né / Ca Berger de l'album de 1991 The Bells Of Dublin.
- Lou Reed (n 1942, État de New York) — glam rock, garage rock
- Nick Cave and the Bad Seeds (groupe rock formé en 1984, en Australie; membres issus de différents pays), Nick Cave (n 1957, Australie) :
  - 2001, sur l'album post-punk No More Shall We Part, enregistré à Londres (sept.-oct. 2000) — Kate & Anna McGarrigle, choristes
- Richard Thompson (n 1949, Londres) — folk-rock
- Emmylou Harris (n 1947, Alabama) — folk, country rock, country, bluegrass, rock, pop, alt-country
- Michel Rivard (n 1951, Montréal) — folk, country, pop… :
  - 1998, Pars, mon bel oiseau, album Maudit bonheur
- Linda Ronstadt (n 1946, Arizona) — versatile : rock, rock & roll, folk, country, country rock, ranchera, mariachi, Latin American, rhythm & blues, Cajun, big band, jazz, pop, art rock, acoustic rock, operette
ascendances ou influences : mexicaine, allemande, néerlandaise, anglaise; statistiques en carrière (depuis 1969) : plus de 34 albums solo, dont 4 albums à chacun plus de 3 millions d'exemplaires vendus, 8 disques d'or (+ 4 de platine), 11 Grammy Award (+ 16 nominations); liante et recherchée, elle a œuvré musicalement avec : Emmylou Harris, Dolly Parton, J.D. Souther, The Eagles, Andrew Gold, Kate and Anna McGarrigle, Paul Simon, James Taylor, Warren Zevon, Nicolette Larson, Elvis Costello, Aaron Neville, Neil Young…
- Live at the World Café - Volume 9 (divers interprètes) :
  - 1999, DJ Serenade (Kate & Anna McGarrigle / Philippe Tatartcheff)[25]
- Northern Songs: Canada's Best and Brightest (compilation, de sources diverses) :
  - 2008, "Entre Lajeunesse et la Sagesse"
- Songs of the Civil War (compilation - collectif), dont interprétation de Kate & Anna McGarrigle :
  - 1991, Was My Brother in the Battle ? (Stephen Foster, 1862)[SongsOfTheCivilWar 1],[26]
  - 1991, Better Times Are Coming' (Stephen Foster, before 1865)[SongsOfTheCivilWar 2]
  - 1991, Hard Times Come Again No More (Stephen Foster, 1855)[SongsOfTheCivilWar 3]
- Leonard Cohen (n 1934, Montréal), poète (depuis 1956), romancier (depuis 1963), auteur-compositeur-interprète (depuis 1967) — country-folk, folk, rock :
  - 2006, sur l'album … : Winter Lady (choristes : Kate & Anna McGarrigle + Martha Wainwright)
- Gilles Vigneault (n 1928, Natashquan ; 100 % acadien d'origine ; mère décédée à 101 ans), poète conteur, auteur-compositeur-interprète (depuis 1960) québécois, éditeur de ses textes (40 livres) et albums; Grand officier de l'Ordre national du Québec, membre de l'Ordre des francophones d'Amérique, chevalier de l'Ordre national de la Légion d'honneur (France), Officier des Arts et Lettres — a produit et édité ses quelque 35 albums, contenant plus de 400 de ses poèmes-chansons ou chansons poétiques :
  - 1996, Kate (voix, accordéon) & Anna (voix), Charlie-Jos (Vigneault / Fecteau), 5:14, plage 3, album C'est ainsi que j'arrive à toi
- Loudon Wainwright III (n 1946, North Carolina) — folk, rock, pop ; auteur-compositeur-interprète (depuis 1970) à New York, Boston, L.A.…
  - 1973, Kate McGarrigle (banjo, voix) & Loudon Wainwright III (guitare, voix; auteur-compositeur), album Attempted Mustache
  - 1975, Kate & Anna McGarrigle, & Loudon Wainwright III, album Unrequited, dont plage 16 : Over the Hill (Wainwright / McGarrigle), 2:50
- Rufus Wainwright (n 1973, État de New York) — auteur-compositeur-interprète (à Montréal, Londres, New York, L.A.…)
- Martha Wainwright (n 1976, Montréal) — auteur-compositeur-interprète (à Montréal, Londres, New York, L.A.…)

Les sœurs McGarrigle ont de plus harmonisé ou traduit, adapté (avec Philippe Tatartcheff) ou enregistré (au moins comme choristes, avec parfois leur groupe The Mountain City Four) certaines œuvres de :
- Beau Dommage :
  - 2005, La complainte du phoque en Alaska[27], pour l'album collectif Beau d'Hommage, de chansons de ce groupe Beau Dommage
- Stephen Foster (1826-1864) :
  - 1999, Gentle Annie[Foster 1]
- Wade Hemsworth (1916-2002)[8] :
  - 1979, The Log Driver's Waltz[Hemsworth 1]
  - 1991, The Black Fly Song[Hemsworth 2]
- Loudon Wainwright III :
  - 1975, Swimming Song, 2:29, plage 9 de leur 1er microsillon
  - 1988, Schooldays, 2:52, plage 1 de leur 8e album, The McGarrigle Hour
  - 1988, Heartburn, 2:28, plage 9 de leur 8e album, The McGarrigle Hour
  - 1988, Year of the Dragon, 5:20, plage 15 de leur 8e album, The McGarrigle Hour

### Autres albums où certaines de leurs œuvres furent interprétées
Plusieurs interprètes ont enregistré, pour leurs propres albums, certaines chansons des sœurs McGarrigle :
- Billy Bragg
- Judy Collins
- The Corrs
- Elvis Costello
- Marianne Faithfull
- Dolly Parton
- Emmylou Harris :
  - 1995, Going Back to Harlan, sur son album Wrecking Ball
- McKendree Spring :
  - 1972, Heart Like a Wheel, chanson écrite par Anna McGarrigle[1]
- Allison Moorer
- Nana Mouskouri :
  - 1981, On My Way To Town (Kate McGarrigle)
- Maria Muldaur :
  - 1974, sur l'album Waitress In A Donut Shop
    - The Work Song (Anna McGarrigle)
    - Cool River (Kate McGarrigle)
    - Lying Song (Kate McGarrigle)
- Anne Sofie von Otter
- Linda Ronstadt :
  - 1974, Heart Like a Wheel (d'Anna McGarrigle[1]), devient la chanson-titre de son album en nomination pour "Album of the Year" et "Best Pop Vocal Performance, Female", au Grammy Awards de 1975
  - 1982, sur l'album Get Closer, 6e piste de 12 : Talk to Me of Mendocino (de Kate McGarrigle)
  - 1993, Heartbeats Accelerating (d'Anna McGarrigle)
- Chloé Sainte-Marie :
  - 2002, Petite annonce amoureuse (d'Anna McGarrigle) : plage 3 de 16 sur l'album Je marche à toi

## Citations

### Témoignage de ses proches
- (en) « Sadly our sweet Kate had to leave us last night. She departed in a haze of song and love surrounded by family and good friends. She is irreplaceable and we are broken-hearted. Til we meet again dear sister. » — Anna McGarrigle (her sister and closer partner), on her website, the day after…

En traduction libre :
Triste : notre douce Kate devait nous laisser, la nuit dernière. Elle est partie dans une vaporeuse ambiance de chant et d'amour, entourée de sa famille et d'amis intimes. Elle est irremplaçable et nous avons le cœur brisé. Au revoir, chère sœur. — Anna McGarrigle [sa sœur et partenaire en duo], sur son site Internet, au lendemain du triste événement...
- « Elle a assisté au mariage de sa fille, à la création de mon premier opéra, elle est devenue grand-mère et a donné la plus grande performance de sa vie devant une salle comble au Royal Albert Hall, à Londres, sans oublier les nombreux voyages. Oui, ce fut trop court, mais comme je l'ai dit à sa sœur Anna la nuit dernière, il n'y a jamais assez de temps, et mon incroyable mère, de qui tout le monde tombe en amour, a vraiment vécu. » — Rufus Wainwright (fils de Kate McGarrigle) sur son site Internet, au lendemain du décès de sa mère (propos rapporté par la SRC[19])
- (en) "Brainy, well-read, full of obscure information, forever theorizing in politics, mythology, science, mathematics, literature, history, human relations. Ambitious, determined, opinionated. Impetuous, adventuresome. Lovely, lively, sweet, quick-witted, charming, beautiful. A delight and a challenge to her family and friends. Outrageous at times, but anything was more fun when Kate was along" — As told about her, in Obituary for Kate McGarrigle section, on Official Site of Kate and Anna McGarrigle (2010-01-26)[3]

« Douée, cultivée, source de savoir méconnu, éternelle théoricienne de la politique, de la mythologie, des sciences, des mathématiques, de la littérature, de l’histoire et des relations humaines; c’était une femme ambitieuse, déterminée, catégorique, fougueuse et aventureuse. Adorable, allègre, douce, vive, charmante et belle, elle incarnait ensemble plaisir et défi pour sa famille et ses amis. Parfois provocante, quand Kate était là, tout devenait plus savoureux. » — Kate McGarrigle, telle que décrite en section « Nécrologie », sur le Site officiel de Kate et Anna McGarrigle (2010-01-26).

### Quelques pointes ou points forts dans leurs textes de chansons (sélection)
- « Moi j' me promène sous Ste-Catherine / J' profite de la chaleur du métro
   Je n' me regarde pas dans les vitrines / Quand il fait trente en dessous d' zéro » — Complainte pour Sainte-Catherine, 1975, 1er album : 1er couplet
- « Y'a longtemps qu'on fait d'la politique / Vingt ans de guerre contre les moustiques. » — idem : refrain
- « On est tous frères pis ça s'adonne / Qu'on a toujours eu du bon temps
   Parce qu'on reste sur la terre des hommes / Même les femmes et les enfants. » — idem : avant-dernier couplet
- « Croyez pas qu'on est pas chrétiens... [ hein ! ] / Le dimanche on promène son chien. » — idem : dernier couplet
- « Ouvrez, ouvrez ma tombe, mon père, si vous m'aimez
   Trois jours j'ai fait la morte pour mon honneur garder. » Blanche comme la neige (traditionnel)[28]; 1977, 2e album : dénouement

### Quelques extraits de propos sur elles, leurs chansons, leurs voix, leurs impacts
- « Grâce à elles, dans les années 70, on entendait déjà des chansons en français sur les scènes des États-Unis, de Calgary et des autres villes du Canada anglais. » — Philippe Tatartcheff[11], leur ami parolier musicien (propos rapportés par le journaliste Paul Journet[18])
- « Leurs débuts à Londres, le 25 juillet 1976, au Victoria Palace, firent dire à Michael Watts, à propos de leur musique, est un mariage sacré de sentiment fort et de chant pur et brillant... celui d'Anna, gai et aérien, celui de Kate, plus profond et plus ardent — ces dernières comptent parmi les meilleures voix qu'on puisse entendre dans la musique populaire aujourd'hui, »[4].
- « Leurs voix harmonieuses, leurs paroles fantaisistes et leur maîtrise de divers instruments se marient avec bonheur aux accents de la  musique folklorique, celte, évangélique et bluegrass. Avec leurs airs hors du temps, les sœurs McGarrigle ont fait vibrer l'âme et le cœur de tous les Canadiens. » Motivation officielle (en traduction) de leur Admission dans l'Ordre du Canada, le 27 octobre 1993[2],[29].
- « Jamais des voix n'ont eu des harmonies aussi modernes dans un répertoire folklorique. Elles chantaient comme des trompettes, des clarinettes. Elles avaient des voix extrêmement percutantes et Rufus Wainwright [le fils de Kate] en a hérité.
[…]
Elles ont sauté la clôture culturelle qui était très présente à l'époque, comme Leonard Cohen. On s'est réveillé, les Québécois [unilingues francophones pour la plupart], et on a réalisé qu'il n'y avait pas que nous qui faisions des chansons. Ç'a été culturellement d'une grande importance. » — Louise Forestier, auteur-compositeur-interprète (propos rapporté par la SRC[19])
- « Quand elles ont commencé à chanter en français, elles ont secoué le Québec, parce qu'elles arrivaient avec leur son, leur bagage, leur influence, c'était tout à fait nouveau. »— Jim Corcoran, auteur-compositeur-interprète (propos rapporté par la SRC[19])
- (en) "The sisters had high, thin voices but they weaved around each other in such tight, flowing harmony that the effect was completely magical and bewitching. Bi-lingual Canadians, their repertoire included traditional folk in English and French, and original songs of their own (which are striking enough to have been recorded by such artists as Linda Rondstadt [sic], Maria Muldaur, Kirsty MacColl, Billy Bragg, Allison Moorer, Emmylou Harris, The Corrs, Annie [sic] Sophie [sic] von Otter and Elvis Costello. And even [Kate McGarrigle] ex-husband, Loudon).
[…]
One Kate And Anna McGarrigle album in particular occupies a special place in my heart (and record collection). ‘Entre Lajeunesse et la sagesse’ was released in 1980, and is better known to (English speaking) admirers as The French Record. […] I fell in love with it. I speak only high school French, and I really have no idea what these songs are about, but the album just worked its way into my consciousness and my heart. […] The songs just communicate so much that is beyond language, with simple yet zesty, organic arrangements and voices weaving in and out of each other. It is a record shot through with humour and pathos and a kind of wisdom beyond language, the kind of music that bewitches everyone who hears it, no matter what their taste." — Neil McCormick (on his blog), London Telegraph, January 19th, 2010[17]

En traduction libre :
Les sœurs McGarrigle avaient chacune la voix aigüe, mais qu'elles tricotaient l'une autour de l'autre en harmonie fluide et si étroite que l'effet s'avérait de la pure magie, un total enchantement. Canadiennes bilingues, leur programme incluait du folk traditionnel et en français et en anglais, ainsi que certaines chansons originales qu'elles ont elles-mêmes composées (qui sont assez frappantes pour avoir été déjà enregistrées par des interprètes de la trempe de Linda Rondstadt [sic], Maria Muldaur, Kirsty MacColl, Billy Bragg, Allison Moorer, Emmylou Harris, The Corrs, Annie [sic] Sophie [sic] von Otter et Elvis Costello). Et même par Loudon, l'ex-époux [de Kate McGarrigle]).
[…]
Un album particulier de Kate et Anna McGarrigle occupe une place privilégiée dans mon cœur (et dans ma collection d'albums) : c'est Entre Lajeunesse et la sagesse, paru en 1980, et mieux connu des admirateurs anglophones sous le nom de "The French Record". […] J'en suis devenu amoureux, malgré le fait que mon français soit seulement de niveau "high school" et que je n'ai donc aucune idée de la signification des paroles de ces chansons de langue française. Cet album s'est pourtant frayé un chemin jusque dans ma conscience et mon cœur. […] Ces chansons en disent tellement, au-delà de la langue utilisée, par leur harmonisation organique, simple et relevée d'un zeste aromatique, et par ces voix qui s'entrecroisent, tricotées diversement l'une autour de l'autre. C'est un album lancé, d'un bout à l'autre, avec humour et sentiments, et sagesse ressentie sous-jacente au verbal. Voilà une musique qui enchante tout auditeur, peu importent ses goûts. — Neil McCormick (sur son blogue) du Telegraph, Londres, le 19 janvier 2010.

## Honneurs
Kate et Anna McGarrigle ont reçu des récompenses prestigieuses :
- en 1993, membre de l'Ordre du Canada
- en 1997, Prix Juno du meilleur groupe de musique traditionnelle, pour leur album Matapedia
- en 1999, Prix Juno du meilleur groupe de musique traditionnelle, pour leur album The McGarrigle Hour
- en 1999, Women of Originality Award
- en 2004, Prix du gouverneur général pour les arts de la scène
- en 2005, Prix de l'ASCAP
- en 2006, Prix d'excellence de la SOCAN pour l'ensemble de leur œuvre (soit une dizaine d'albums)

#### Extraits audiovisuels
- [vidéo] « Kate (voix et piano) & Anna (voix) - « Complainte pour Ste-Catherine » », sur YouTube
- [vidéo] « Les sœurs McGarrigle : Kate (voix, guitare) & Anna (voix, accordéon) - « Petite Annonce amoureuse » », sur YouTube
- [vidéo] « Kate (voix et piano) & Anna (voix et guitare), Joel Zifkin (violon) - « Ce Matin » », sur YouTube
- (en) [vidéo] « Kate (voix et piano) & Anna (voix), avec harpe et violon, alto, contrebasse - "Gentle Annie" », sur YouTube